# مدیریت آپالوسا
مدیریت پالوسا، یک صندوق پوشش ریسک آمریکایی است که در ۱۹۹۳ بوسیلهٔ دیوید تپر و جک والتون تأسیس شده است و به‌طور تخصصی در زمینهٔ اوراق بدهی شرکت‌های با بحران مالی فعالیت می‌کند. مدیریت آپالوسا در سهام شرکت‌های سهامی عام و بازارهای با درآمد ثابت در سراسر دنیا سرمایه‌گذاری می‌کند.